# 安居 (福井市)
安居（あご）は、福井県福井市の地域。光ブロック(南西部)に属する。下述の町からなる。1954年（昭和29年）8月1日福井市に編入された丹生郡西安居村の東部にあたる。足羽郡にあたる東安居は東に位置する。地域北部は丹生山地であり、東西にのびる細い平地を未更毛川（みさらげがわ）が東流し日野川に注ぐ。福井県道115号殿下福井線が通る。南北朝から戦国期にあった安居城（跡）は東安居の金屋町にある。

## 町名
東から（#外部リンク参照）。
- 恐神町（地図 - Google マップ）
- 北堀町（地図 - Google マップ）
- 安田町（地図 - Google マップ） - 福井市スポーツ公園野球場（愛称：福井フェニックススタジアム）がある。
- 細坂町（地図 - Google マップ）
- 羽坂町（地図 - Google マップ）
- 本堂町（地図 - Google マップ） - 福井市安居小学校、福井市安居中学校がある。
- 更毛町（地図 - Google マップ）
- 末町（地図 - Google マップ） - 福井県道3号福井大森河野線が山間部一光（いかり）とを結ぶ。

## 人口
安居には2024年1月1日現在3043人が住んでおり、世帯数は1169世帯。そのうち男性が1506人、女性は1537人。